# PreQ1 sintaza
PreQ1 sintaza (EC 1.7.1.13, YkvM, QueF, preQ0 reduktaza, preQ0 oksidoreduktaza, 7-cijano-7-deazaguaninska reduktaza) je enzim sa sistematskim imenom 7-aminometil-7-karbaguanin:NADP+ oksidoreduktaza. Ovaj enzim katalizuje sledeću hemijsku reakciju
7-aminometil-7-karbaguanin + 2 + {\displaystyle \rightleftharpoons } 7-cijano-7-karbaguanin + 2 NADPH + 2 H+
Reakcija se odvija u revernom smeru. Ovaj enzim katalizuje jedan od ranih koraka sinteze kjuozina (Q-tRNK). Njemu sledi reakcija posredovana enzimom EC 2.4.2.29, kjuozin tRNK-riboziltransferaze.

## Literatura
- Nicholas C. Price; Lewis Stevens (1999). Fundamentals of Enzymology: The Cell and Molecular Biology of Catalytic Proteins (Third изд.). USA: Oxford University Press. ISBN 019850229X.
- Eric J. Toone (2006). Advances in Enzymology and Related Areas of Molecular Biology, Protein Evolution (Volume 75 изд.). Wiley-Interscience. ISBN 0471205036.
- Branden C; Tooze J. Introduction to Protein Structure. New York, NY: Garland Publishing. ISBN 0-8153-2305-0.
- Irwin H. Segel. Enzyme Kinetics: Behavior and Analysis of Rapid Equilibrium and Steady-State Enzyme Systems (Book 44 изд.). Wiley Classics Library. ISBN 0471303097.
- William P. Jencks (1987). Catalysis in Chemistry and Enzymology. Dover Publications. ISBN 0486654605.

## Spoljašnje veze
- PreQ1+synthase на 